# Jos Saveniers
Jos Saveniers, ps. Jean Blanc (ur. 1 sierpnia 1929 w Antwerpii, zm. 24 lipca 1960 w Salerno) – belgijski kierowca wyścigowy.

## Biografia
Sukcesy Saveniers odnosił szczególnie we Wschodnioniemieckiej Formule 3, w której ścigał się Cooperem T42 w latach 1957–1958. W 1958 roku zajął trzecie miejsce w wyścigu w Halle-Saale-Schleife, a także zwyciężył zawody na torze Autobahnspinne Dresden. W 1959 roku zajął ósme miejsce w wyścigu w Helsinkach.
W 1960 roku podjął intensywny program startów w nowo powstałej Formule Junior, ścigając się przeważnie we Włoszech. Zajął m.in. drugie miejsce w Grand Prix Neapolu, szóste w Grand Prix Monako i dziewiąte w Eifelrennen. Został sklasyfikowany na 35. miejscu w serii Campionato ANPEC / Auto Italiana d'Europa.
24 lipca 1960 roku, podczas wyścigu na torze Circuito Cittá di Salerno w ramach Campionato Italiano, Saveniers stracił kontrolę nad pojazdem i uderzył w drzewo. Wskutek wypadku wybuchł pożar, w wyniku którego Belg zginął.

## Wyniki

### Wschodnioniemiecka Formuła 3
| Rok  | Zespół            | Samochód   | Silnik | Wyniki w poszczególnych eliminacjach | Wyniki w poszczególnych eliminacjach | Wyniki w poszczególnych eliminacjach | Wyniki w poszczególnych eliminacjach | Wyniki w poszczególnych eliminacjach | Wyniki w poszczególnych eliminacjach | Pkt. | Msc. |
| ---- | ----------------- | ---------- | ------ | ------------------------------------ | ------------------------------------ | ------------------------------------ | ------------------------------------ | ------------------------------------ | ------------------------------------ | ---- | ---- |
| 1957 |                   |            |        | Niemcy                               | Niemcy                               | Niemcy                               | Niemcy                               |                                      |                                      | 0    | NS   |
| 1957 | Jos Saveniers     | Cooper T42 | Norton | -                                    | -                                    | NU                                   | ?                                    |                                      |                                      | 0    | NS   |
| 1958 |                   |            |        | Niemcy                               | Niemcy                               | Niemcy                               | Niemcy                               | Niemcy                               | Niemcy                               | 0    | NS   |
| 1958 | Beels Racing Team | Cooper T42 | Norton | 3                                    | -                                    | -                                    | -                                    | NU                                   | 1                                    | 0    | NS   |

### Niemiecka Formuła Junior
| Rok  | Zespół            | Samochód   | Silnik | Wyniki w poszczególnych eliminacjach | Wyniki w poszczególnych eliminacjach | Wyniki w poszczególnych eliminacjach | Wyniki w poszczególnych eliminacjach | Wyniki w poszczególnych eliminacjach | Wyniki w poszczególnych eliminacjach | Wyniki w poszczególnych eliminacjach | Wyniki w poszczególnych eliminacjach | Wyniki w poszczególnych eliminacjach | Wyniki w poszczególnych eliminacjach | Wyniki w poszczególnych eliminacjach | Wyniki w poszczególnych eliminacjach | Pkt. | Msc. |
| ---- | ----------------- | ---------- | ------ | ------------------------------------ | ------------------------------------ | ------------------------------------ | ------------------------------------ | ------------------------------------ | ------------------------------------ | ------------------------------------ | ------------------------------------ | ------------------------------------ | ------------------------------------ | ------------------------------------ | ------------------------------------ | ---- | ---- |
| 1960 |                   |            |        |                                      |                                      |                                      |                                      |                                      |                                      |                                      |                                      |                                      |                                      |                                      |                                      | 0    | NS   |
| 1960 | Beels Racing Team | Cooper T52 | DKW    | -                                    | -                                    | -                                    | -                                    | 9                                    | -                                    | -                                    | -                                    | -                                    | -                                    | -                                    | -                                    | 0    | NS   |

### Campionato Italiano
| Rok  | Zespół            | Samochód   | Silnik | Wyniki w poszczególnych eliminacjach | Wyniki w poszczególnych eliminacjach | Wyniki w poszczególnych eliminacjach | Wyniki w poszczególnych eliminacjach | Wyniki w poszczególnych eliminacjach | Wyniki w poszczególnych eliminacjach | Wyniki w poszczególnych eliminacjach | Wyniki w poszczególnych eliminacjach | Wyniki w poszczególnych eliminacjach | Wyniki w poszczególnych eliminacjach | Pkt. | Msc. |
| ---- | ----------------- | ---------- | ------ | ------------------------------------ | ------------------------------------ | ------------------------------------ | ------------------------------------ | ------------------------------------ | ------------------------------------ | ------------------------------------ | ------------------------------------ | ------------------------------------ | ------------------------------------ | ---- | ---- |
| 1960 |                   |            |        | Włochy                               | Włochy                               | Włochy                               | Włochy                               | Włochy                               | Włochy                               | Włochy                               | Włochy                               | Włochy                               | Włochy                               | 0    | NS   |
| 1960 | Beels Racing Team | Cooper T52 | DKW    | -                                    | -                                    | NS                                   | -                                    | -                                    | NP                                   | NU                                   | -                                    | -                                    | -                                    | 0    | NS   |

### Campionato ANPEC / Auto Italiana d'Europa
| Rok  | Zespół            | Samochód   | Silnik | Wyniki w poszczególnych eliminacjach | Wyniki w poszczególnych eliminacjach | Wyniki w poszczególnych eliminacjach | Wyniki w poszczególnych eliminacjach | Wyniki w poszczególnych eliminacjach | Wyniki w poszczególnych eliminacjach | Wyniki w poszczególnych eliminacjach | Wyniki w poszczególnych eliminacjach | Wyniki w poszczególnych eliminacjach | Wyniki w poszczególnych eliminacjach | Pkt. | Msc. |
| ---- | ----------------- | ---------- | ------ | ------------------------------------ | ------------------------------------ | ------------------------------------ | ------------------------------------ | ------------------------------------ | ------------------------------------ | ------------------------------------ | ------------------------------------ | ------------------------------------ | ------------------------------------ | ---- | ---- |
| 1960 |                   |            |        | Kuba                                 | Włochy                               | Monako                               | Francja                              | Włochy                               | Włochy                               | Włochy                               | Austria                              | Włochy                               | Włochy                               | 6    | 35   |
| 1960 | Beels Racing Team | Cooper T52 | DKW    | -                                    | NS                                   | 6                                    | -                                    | NP                                   | -                                    | -                                    | -                                    | -                                    | -                                    | 6    | 35   |